# Franz Kröwerath
Franz Kröwerath (ur. 30 czerwca 1880, zm. 25 grudnia 1945) – niemiecki wioślarz, brązowy medalista olimpijski.
Wystąpił na igrzyskach olimpijskich w Paryżu w 1900, gdzie niemiecka osada Ludwigshafener Ruder Verein w składzie: Ernst Felle, Otto Fickeisen, Carl Lehle, Hermann Wilker i Franz Kröwerath (sternik) zdobyła brązowy medal w czwórkach ze sternikiem (Finał B). Do srebrnych medalistów, Holendrów z klubu Minerva Amsterdam, Niemcy stracili 2 sekundy. Był to jego jedyny start olimpijski.